# Achille Souchard
Achille Souchard, né le 17 mai 1900 à Allonnes (Sarthe) et mort le 20 septembre 1976 dans le 17e arrondissement de Paris, est un cycliste français. Il s'est illustré dans les épreuves sur route, notamment en remportant la médaille d'or par équipe aux Jeux olympiques d'été de 1920 aux côtés de Fernand Canteloube, Georges Detreille et Marcel Gobillot. Champion de France sur route amateur en 1922 et 1923, il est professionnel de 1924 à 1929 et deux fois champion de France professionnel, en 1925 et 1926.

## Palmarès

### Palmarès amateur
- 1919
  - Paris-Évreux

- 1920

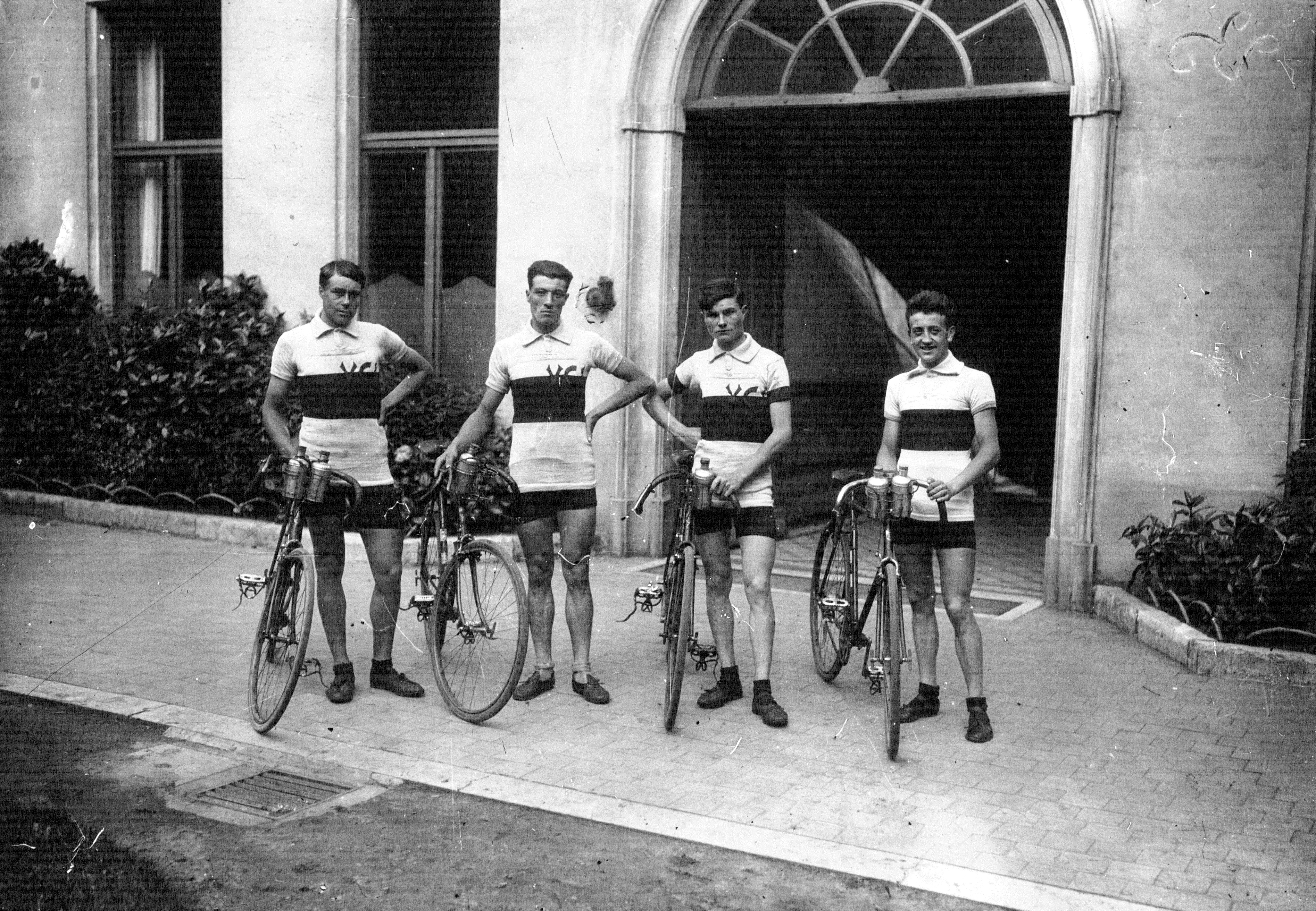
JO 1920 cyclisme sur route

  -  Champion olympique de la course par équipes
  - Paris-Évreux
  - Paris-Étaples
  - 2e de Paris-La Flèche
  - 3e du championnat de France sur route amateurs
  - 10e de la course en ligne des Jeux olympiques
- 1922
  -  Champion de France sur route amateurs
  - Paris-Orléans
  - 3e du Critérium des Aiglons
- 1923
  -  Champion de France sur route amateurs
  - Paris-Évreux
  - 3e de Paris-Reims
  - 3e de Tours-Angers-Tours

### Palmarès professionnel
- 1925
  -  Champion de France sur route
  - Critérium des As
  - Tour de la province de Milan (avec Romain Bellenger)
  - 2e du Circuit de Paris
- 1926
  -  Champion de France sur route
  - Circuit de Paris
  - 6e de Paris-Tours
- 1927
  - 4e de Paris-Tours
- 1928
  - 2e du Critérium national de printemps Paris-Le Havre
  - 4e de Paris-Tours
  - 5e de Paris-Roubaix
- 1929
  - Paris-L'Aigle
- 1930
  - 3e de Paris-L'Aigle